# Centaurodendron palmiforme
Centaurodendron palmiforme es una especie de planta fanerógama perteneciente a la familia Asteraceae. Es originaria de  Chile donde se encuentra en la Isla Juan Fernández.

## Distribución
Los datos preliminares indican que la especie se limita a menos de 100 km² y está disminuyendo en número. Más información detallada sobre las especies debe estar disponible para confirmar esta evaluación. Está amenazada por el pastoreo de animales salvajes y la propagación de malezas introducidas.

## Acciones de conservación
Las islas están consideradas como un parque y reserva nacional de la biosfera y el trabajo se está llevando a cabo por CONAF para salvar las plantas nativas.

## Taxonomía
Centaurodendron dracaenoides fue descrito por Carl Skottsberg y publicado en Bulletin du Jardin Botanique de l'État à Bruxelles 27: 587. 1957.